# Mažeika
Mažeika ist ein litauischer männlicher Familienname, abgeleitet vom Wort mažas, dt. klein.

## Weibliche Formen
- Mažeikaitė (ledig)
- Mažeikienė (verheiratet)

## Personen
- Gediminas Mažeika (* 1978), Fußballschiedsrichter
- Juozas Mažeika (* 1952), Politiker
- Kęstutis Mažeika (* 1982), Politiker, Seimas-Mitglied und Umweltminister
- Martynas Mažeika (* 1985), Basketballspieler
- Pranas Mažeika (Basketballspieler) (1917–2010), litauischer Basketballspieler und Arzt
- Pranas Mažeika (Politiker), litauischer Politiker
- Vaidas Mažeika (* 1978), litauischer Handballschiedsrichter